# Hagen Graf Lambsdorff
Hagen von der Wenge Graf Lambsdorff (* 20. Dezember 1935 in Berlin) ist ein deutscher Journalist und Diplomat.

## Journalist
Nach dem Abitur am Gymnasium Kreuzgasse und Studien in Jura, Politikwissenschaft und Publizistik von 1957 bis 1963 an der FU Berlin sowie den Universitäten Freiburg und Köln arbeitete er als Reporter beim Kölner Stadt-Anzeiger. 1965 wechselte er als Ressortleiter Außenpolitik zum Handelsblatt und 1968 als Ressortleiter Militärpolitik zum Spiegel.

## Auswärtiger Dienst
1974 erfolgte der Wechsel in den Auswärtigen Dienst. Nach Stationen als Leiter der Kulturabteilung in der Moskauer Botschaft und als Wirtschaftsgesandter an der Botschaft in Washington, D.C. wurde er 1991 in Lettland erster Botschafter der Bundesrepublik Deutschland in Riga.
Von 1999 bis 2001 war er in der Tschechischen Republik deutscher Botschafter in Prag. Zwischenzeitlich übernahm er auch immer interne Aufgaben im Auswärtigen Amt und war Leiter der Auslandsabteilung des Bundespresseamtes.

## Herkunft und Familie
Lambsdorff entstammt dem Uradelsgeschlecht Lambsdorff und ist Vater des FDP-Politikers Alexander Graf Lambsdorff sowie ein Bruder des früheren Bundesministers Otto Graf Lambsdorff. Er ist verheiratet mit seiner Frau Ruth.